# عقد 1830

| 1830 \| 1831 \| 1832 \| 1833 \| 1834 \| 1835 \| 1836 \| 1837 \| 1838 \| 1839 |

## أحداث

### 1830
- 14 حزيران/يونيو 1830، القوات الفرنسية تغزو الجزائر وتدخل أراضيها من سيدي فرج الساحلية، التي تبعد نحو 30 كلم غربي العاصمة.

### 1831
- يونيو - انتشار مرض الطاعون في الكويت.

### 1832
- 29 حزيران، ثورة المفتي عبد الغني آل جميل ضد الوالي العثماني علي رضا في بغداد.

### 1833
- 23 أغسطس - تحريم العبودية في المستعمرات الإنجليزية.

### 1834
- 8 فبراير: ولادة ديمتري مندليف الكيميائي الروسي الشهير.

### 1835
- 29 يونيو - محمد علي باشا يصدر أمرا بإنشاء مصلحة الآثار والمتحف المصري، وأسند إدارتهما إلى يوسف ضياء أفندي بإشراف رفاعة الطهطاوي، ويقع المتحف حاليا في ميدان التحرير في وسط القاهرة حيث افتتح في نوفمبر 1901، على مساحة 13,600 متر مربع، ويضم أهم الآثار المصرية القديمة، منها آثار مجموعة توت عنخ آمون.